# Даб (музичний жанр)
Даб (англ. dub) — музичний жанр, що виник на початку 1970-x років на Ямайці. Спочатку записи в цьому жанрі являли собою пісні реггей з видаленим (інколи частково) вокалом. З середини 1970-х років даб став самостійним явищем, який вважається експериментальним та психоделічним різновидом реггей. Музично-ідейні напрацювання дабу дали народження технології і культурі реміксів, а також прямо або побічно вплинули на розвиток нової хвилі і таких жанрів як хіп-хоп, хауз, драм-енд-бейс, тріп-хоп, даб-техно та інших.

## Характеристика
За звучанням даб характеризується, перш за все, потужною щільною басовою лінією, загальним просторовим звучанням композицій і великою кількістю глибокої луни на присутніх звуках, особливо на ударних і перкусії. Оскільки даб є похідним від реггі, басові лінії складаються за канонами, типовим для цього жанру.

## Знакові платівки
- Lee 'Scratch' Perry, Super Ape (1976)
- Augustus Pablo, King Tubby Meets Rockers Uptown (1976)
- Tappa Zukie, In Dub (1976)
- Horace Andy, In The Light Dub (1977)
- Prince Jammy, Kamikaze Dub (1979)
- Scientist, Heavyweight Dub Champion (1980)
- Mad Professor, Dub Me Crazy (1982)